# Mount Haast (Westland District)
Der Mount Haast ist ein 3114 m hoher Berg im Mount-Cook-Nationalpark auf der Südinsel Neuseelands.

## Geschichte
Er wurde erstmals im Frühjahr 1907 von den Bergsteigern Alexander Graham und Henry Edward Newton bestiegen. Südlich des Gipfels liegt die Plateau Hut. Der Berg ist wie viele Gipfel des Mount-Cook-Nationalparks nahe der Ortschaft Aoraki/Mount Cook gelegen, die über den SH 80 angebunden ist.
Der Berg wurde durch Robert Lendlmayer von Lendenfeld nach dem deutschen Geologen Julius von Haast benannt.

## Geographie
Der Mount Haast liegt wenige Kilometer nordöstlich des zweithöchsten Berges Neuseelands, des 3497 m hohen Mount Tasman. Er besitzt drei Gipfel: High Peak mit 3114 m, Middle Peak mit 3099 m und West Peak mit 3065 m Höhe. Weniger als einen Kilometer entfernt liegen der 3194 m hohe Lendenfeld Peak im Westen und der 3004 m hohe Mount Dixon im Süden.

## Geologie
Das Basisgestein besteht hauptsächlich aus Varianten des Sedimentgesteins von Sandstein, Schluffstein und Mudstone. Es entstammt dem Zeitalter des Trias und ist etwa 201 bis 253 Millionen Jahre alt.